# Katiba des Narvalos
La Katiba des Narvalos est un collectif apartisan constitué de citoyens de toutes origines qui luttent contre les activités djihadistes sur les réseaux sociaux et Internet,. Leurs actions englobent la parodie visant à discréditer la propagande djihadiste, le recensement et le signalement des comptes qui la propagent, et l'infiltration de réseaux cyber-djihadistes dans le but d'empêcher des attentats.

## Contexte
Les stratèges de l’État islamique (EI, ISIS, Daech) considèrent que la bataille se joue au moins pour moitié dans les médias,, en particulier sur les réseaux sociaux, les cyber-djihadistes pouvant être à la fois des combattants et des propagandistes.
À l'aide d'une couverture médiatique très structurée, qui repose à la fois sur des images d'une extrême cruauté, des compétences techniques élevées, et de la manipulation mentale, l’État islamique cherche à provoquer la peur, insuffler la violence et recruter de nouveaux adeptes,, souvent loin derrière les lignes de front, jusqu'au cœur des métropoles de ses nombreux ennemis. 
La communication des premiers cyber-djihadistes de l'État islamique était marquée par une volonté de mettre en scène une vie guerrière impitoyable mais couronnée de succès, constituant ainsi un récit romantique qui les héroïsait aux yeux du public visé : les combattants passaient d'agréables moments entre deux batailles (le « lol-jihad ») au sein d'un proto-État idéalisé aux caractéristiques fantasmées telles qu'une économie florissante ou des services publics performants,.
Au 4e trimestre 2014, la djihadosphère était constituée entre autres d'un réseau d'au moins 50 000 comptes Twitter, plateforme à l'époque largement préférée à d'autres,.

## Historique

### Premiers comptes parodiques
Les premiers comptes parodiques francophones sont apparus sur Twitter à l’été 2014,, au moment de la diffusion par le nouveau « califat » autoproclamé des images de l’exécution du journaliste américain James Foley.
Le but était de détourner la propagande terroriste en utilisant l'humour et la dérision comme moyens de résilience,, ce qui contribuait à déconstruire l'image mensongère d'un djihadiste invincible dans un califat idéal et à s'opposer à la violence des images. 
L’humour consistait à endosser le rôle et le vocabulaire des djihadistes en zone Irako-Syrienne dans le but de les ridiculiser, en les discréditant ou en semant la discorde entre eux, car rien ne distinguait alors les premiers comptes parodiques de ceux des authentiques membres de l’État islamique ou d’Al-Qaïda qui eux-mêmes s’y méprenaient parfois. Les tweets parodiques utilisaient le hashtag #TweetCommeAbuUthman, de son vrai nom Mickael dos Santos, propagandiste et djihadiste français alors très actif sur Twitter. Le parodique le plus médiatisé a été Abou Jean René al-Faransi, suivi d’autres « Abou », comme Abou Francis al-Israeli, Abou Rico, Abou Dinblanc, Abou Tantrain, Abou Jaja, Abou Dner ou encore Bernard le Lorrain.

### L'opérationISISd'Anonymous
À la suite des attentats de janvier 2015 en France, des milliers de messages en faveur des terroristes ont déferlé sur Twitter avec les hashtags #JeSuisKouachi et #JeSuisCoulibaly, en opposition à #JeSuisCharlie,.
À l’époque, l'État français était peu mobilisé sur cet aspect : lancée trois semaines après les attentats de janvier, Stop-djihadisme.gouv.fr, la plateforme gouvernementale de lutte contre la radicalisation, n’en était qu’à ses débuts. Et de leur côté, les plateformes des réseaux sociaux ne s’empressent pas pour supprimer les comptes qui diffusent la propagande terroriste islamiste.
Le collectif Anonymous a alors lancé l'opération #OpCharlieHebdo,, appelée #OpIceISIS côté anglophone, venue renforcer leur opération #OpISIS déjà existante, dans le but de geler (« ice ») la communication de l'organisation terroriste. Ces opérations ont été menées alors que peu d'actions publiques étaient mises en place contre la propagande djihadiste sur les réseaux sociaux,.
Pour quelques citoyens, cette série d'attentats a été le déclencheur d'un engagement militant contre les fondamentalismes religieux armés.

## Organisation

### Naissance du collectif
La Katiba des Narvalos, littéralement « Bataillon » (en arabe) des « Fous » (en argot romani), s'est créée par le regroupement des premiers « trolls » qui parodiaient les combattants de l'État islamique, de membres d'Anonymous participant à l'#opCharlieHebdo et de citoyens militants.
La Katiba des Narvalos est ensuite rapidement devenue indépendante de la communauté Anonymous tout en conservant une position influente au sein de son #opISIS.
Le 15 février 2015, les Narvalos ont lancé leur première opération de déception, #DimancheNoir, premier coup porté à la djihadosphère francophone. La première utilisation du hashtag #KatibaDesNarvalos apparaît en mars 2015, marquant officiellement la naissance de ce collectif.

### Membres
Beaucoup se sont engagés après les attentats de janvier 2015. Les Narvalos et Narvalettes sont des hommes et des femmes venant de toute la France, DOM-TOM compris, qui se disent de toutes religions et de tous âges. Chaque membre est prié de ne pas faire état de ses opinions politiques et d'acquérir les compétences nécessaires en géopolitique moyen-orientale, en informatique et en sécurité.
À leur tête, l’Emir – comme il s’est baptisé – assure notamment la coordination des actions. En avril 2015, succédant à Abou Jean-René al-Faransi et à Abou Tantrain (Jihadi Jean), le troisième « émir » des Narvalos devient Abd-Charlie.
En mars 2016, des divergences idéologiques ont conduit certains membres à quitter la Katiba des Narvalos pour créer leur propre groupe.
L’organisation de la Katiba s’apparente aujourd'hui à celle des services de renseignement. Elle a ainsi plusieurs niveaux d’habilitation correspondant aux spécialités de chacun. Une partie des équipes se perfectionne dans la veille et signale aux équipes de modération des réseaux sociaux des contenus émanant de l’organisation État islamique pour les faire supprimer rapidement. Une autre partie se consacre à des investigations et des traques qui les mènent à travers internet aux quatre coins du monde.

### Éthique
Dans sa charte rédigée en français, en anglais et en arabe, la Katiba des Narvalos souligne que sa lutte contre le discours djihadiste n'est pas dirigée contre l'islam, ni contre les musulmans.

## De la parodie aux actions offensives

### Contre-discours
La Katiba des Narvalos tente de détourner la propagande terroriste (contre-propagande) en usant de différentes méthodes (détourner le sens d'une image, changer la bande son d'une vidéo de propagande, copier la voix d'un jihadiste et l'intégrer à un montage vidéo, produire de faux communiqués d'Amaq, l'agence de presse de Daech, « spammer » sur les hastags (#) créés par des jihadistes afin qu'ils ne puissent imposer leurs campagnes médiatiques comme « tendances émergentes » sur Twitter...),. 
Les djihadistes français Omar Omsen et Rachid Kassim, et Al-Hayat Media Center, la principale société de production et d'édition de l’État islamique, ont notamment vu leurs actions de propagande perturbées par l'action de la Katiba des Narvalos.

### Controlling Section (CtrlSec) et signalement des comptes djihadistes sur Twitter
Aux activités de production de contre-discours parodique s'ajoute « Controlling Section »,,, en hommage à la London Controlling Section créée par Winston Churchill en 1941.  
Initialement (mars 2015), simple bot informatique connecté à l'interface de programmation (API) de Twitter, et rapidement devenu un collectif indépendant et international, CtrlSec recense en permanence les comptes d'utilisateurs se livrant à l'apologie du terrorisme et les poste en continu sur le compte @CtrlSec, de sorte que ses abonnés puissent les signaler aux équipes de modération de Twitter pour obtenir leur suspension. La moyenne quotidienne de comptes recensés et signalés est d'environ 500.  
Peu après les attentats du 13 novembre 2015 en France, la Katiba des Narvalos et Controlling Section ont fusionné leurs effectifs et leurs moyens avec Ghost Security pour quelques jours. 
La Katiba des Narvalos agit en partenariat avec CtrlSec depuis sa création, ainsi qu'avec des groupes de « chasseurs » indépendants qui détectent les comptes liés au djihadisme et les signalent. Selon le décompte de CtrlSec du 3 août 2018, la suspension de plus de 250 000 comptes Twitter est revendiquée. L'efficacité du dispositif est soulignée par plusieurs spécialistes, comme E.T. Brooking, spécialiste de politique de sécurité internationale, qui constate dans Foreign Policy que « les Anonymous contribuent fortement à attirer l’attention de Twitter sur la présence de djihadistes sur son réseau », ; l'expert djihadologue Romain Caillet pour qui « sans ces internautes, certains comptes djihadistes auraient 10 000 abonnés aujourd'hui » ; ou encore Jean-Luc Marret, chercheur à la Fondation pour la recherche stratégique, qui indique que la Katiba des Narvalos « est un puissant acteur contre Daech sur Internet ».  
Ces activités qui perturbent la propagande de Daech entraînent, de la part de sa division "Cyber" dirigée par Junaid Hussain, le placement de certains membres du collectif sur une liste de cibles à éliminer.

### Extension à d'autres plateformes
Le recensement multilingue de matériel de propagande djihadiste s'étend également à tous les types de plateformes. 
Courant 2016, les activités « cyber » des combattants et/ou propagandistes de Daech, du moins celles des francophones, se sont fortement réduites sur Twitter en raison de l'accélération de la suspension de leurs comptes et se sont en partie déplacées vers Telegram,,, Vimeo, Youtube... où les Narvalos et Controlling Section ont notamment étendu leur traque des activités terroristes,. 

### Opérations psychologiques
Des opérations psychologiques visant à démoraliser, tromper, entraver les propagandistes jihadistes ont été réalisées, notamment des opérations de diversion ou de déception. 

### Traque des djihadistes
Certains Narvalos ont également développé des tactiques plus offensives. Comme les services de renseignement, ils pratiquent des infiltrations des réseaux cyber-djihadistes. Pour éviter toute méprise lors des traques, les comptes sensibles de la Katiba sont déclarés auprès de la Direction générale de la Sécurité intérieure (DGSI).
Début 2018, un cyberpatrouilleur officiant dans un service de renseignement, interrogé par Médiapart, confiait : « La Katiba, ils nous enfoncent… Ils sont meilleurs que nous. Ils arrivent à géolocaliser un djihadiste à partir d’une photo. Nous en sommes incapables ».

### Contributions au contre-terrorisme
Le 1er mai 2015, alors que la ville de Garland, au Texas, s'apprête à accueillir deux jours plus tard un concours de dessins et de caricatures du prophète Mahomet, Khalan Cypher, l'une des Narvalettes, prévient la police via un tweet de l'imminence d'un attentat. L'attaque du Curtis Culwell Center s'est soldée par la mort des deux assaillants qui se réclamaient de l’État islamique,.
Dans les mois qui ont suivi, la coopération de la Katiba des Narvalos, de Controlling Section et du groupe Ghost Security (en) avec les autorités antiterroristes a permis l'arrestation de cellules terroristes s’apprêtant à frapper en juillet 2015 en Tunisie, et à New York,.
En 2017, la Katiba repère une personne menaçante sur Telegram, l'identifie et le géolocalise à La Réunion, et fait remonter rapidement l’information. Il sera arrêté quelques mois plus tard, juste avant de voyager en métropole où il planifiait une action terroriste. Le Réunionnais Riad Ben Cheikh sera condamné à 4 ans de prison pour apologie du terrorisme et outrage.
Le collectif citoyen revendique la fermeture de comptes Twitter et affirme être à l'origine d'arrestation et de démantèlements de plusieurs cellules terroristes,.

### Fiction
- Ann Scott, La Grâce et les Ténèbres, Paris, Calmann-Lévy, 19 août 2020, 378 p. (ISBN 978-2-02-144104-8)[68]